# Валчауа (Горж)
Валчауа (рум. Vâlceaua) насеље је у Румунији у округу Горж у општини Калник. Oпштина се налази на надморској висини од 188 m.

## Становништво
Према подацима из 2002. године у насељу је живело 73 становника, од којих су сви румунске националности.